# Edward Drinker Cope
Edward Drinker Cope, född 28 juli 1840 i Philadelphia, död där 12 april 1897, var en stor amerikansk paleontolog, mest känd för att ha medverkat i det så kallade Benkriget mot sin före detta kompanjon Othniel Charles Marsh. Cope fick finna sig besegrad då Marsh fann fler dinosauriearter.
Cope studerade anatomi vid europeiska universitet samt blev 1864 filosofie doktor i Heidelberg och samma år professor i zoologi och komparativ anatomi vid Haverford College, en befattning som han redan 1867 frånträdde. Han kallades 1889 till professor i geologi och mineralogi vid universitetet i Philadelphia.
Han undersökte olika geologiska formationer i flera av de västra delstaterna och samlade därvid mer än 1 000 arter av fossila ryggradsdjur, av vilka många representerade tidigare okända familjer och ordningar. Utöver att beskriva dessa nya arter försökte han även uppvisa släktskapsbandet mellan dem. Mest betydelsefulla är hans undersökningar rörande däggdjurens genealogi samt hans försök att utreda tandsystemets historiska utveckling.
Han var en av de längst gående anhängarna av den s.k. neolamarckismen, vilket tydligast framgår i Origin of the Fittest, Essays on Evolution (1886). Han var utgivare av den ansedda biologiska tidskriften "American Naturalist". Bland hans många andra utgivna arbeten märks Observations of the Systematic Relations of Fishes (1871), Vertebrata of the Cretaceous Formations of the West (1875) och Tertiary Vertebrata (1885). År 1879 tilldelades han Bigsbymedaljen av Geological Society of London.